# 곽종훈
곽종훈(郭宗勳, 1951년 ~)은 대한민국의 제9대 의정부지방법원장 등을 역임한 법조인이다.

## 생애
1951년에 전라북도 남원 태어난 곽종훈은 전주고등학교와 서울대학교 법학과를 졸업하고 1981년 제23회 사법시험 합격했다. 제13기 사법연수원과 군 법무관을 마치고 1983년 전주지방법원 판사에 임용되었다. 이후 수원지방법원, 서울지방법원 판사에 재직하다 인천지방법원, 전주지방법원, 서울중앙지방법원, 서울북부지방법원, 광주고등법원, 서울고등법원에서 부장판사에 재직하였다. 서울고등법원에서 4년간 의료사건 전담재판장을 맡아서 법정에서 전문조정위원의 의견청취형 조정제도를 적극적으로 도입하여 의료사건 중에 77%를 조정과 화해로 이끄는 성과를 거두었다.
2012년 6월에 서울고등법원 수석부장판사를 맡았고, 9월에 법원장으로 승진하여 의정부지방법원 법원장에 취임하여 재직하였다. 곽종훈은 의정부지방법원 법원장 부임하기 전까지 서울중앙지방법원 종합청사 기독신우회 회장을 역임한 기독교 신자다. 의정부지방법원장으로 재직하던 2013년 4월 25일에 법의날을 맞아 대진대학교와 신흥대학교에서 각각  '재판의 본질과 청송'이란 주제로 특강을 진행했다.
2014년 2월 12일에 법관에서 퇴직하여 변호사를 개업했다. 